# François de Baschy
François, hrabia de Baschy, de Saint-Estève et du Cayla – francuski dyplomata żyjący  w XVIII wieku.
Spowinowacony z rodem Tureniusza.
W latach 1752–1759 ambasador Francji w Lizbonie.